# Túfna
Túfna – dolina w Wielkiej Fatrze na Słowacji będąca środkowym wśród trzech orograficznie lewych odgałęzień Harmaneckiej doliny. Opada w kierunku południowym spod grzbietu łączącego szczyty Krásny kopec (1237 m) i Črchľa (1207 m). Jej orograficznie prawe zbocza tworzy południowy grzbiet jednego z bezimiennych wierzchołków Krásnego kopca, lewe południowy grzbiet ČrhÍi. Dnem doliny spływa potok Túfna będący dopływem potoku Harmanec.
Dolina Túfna zbudowana jest ze skał wapiennych. Jest całkowicie porośnięta lasem, ale są w nim liczne skały i odsłonięcia skalne. Dobrze rozwinięte są zjawiska krasowe. Ich wytworem są m.in. jaskinie. Największe z nich to Jaskinia Dolná Túfna i Jaskinia Horná Túfna. Znajduje się w całości w obrębie Parku Narodowego Wielka Fatra. Dzika i niezamieszkana przez ludzi dolina Túfna jest siedliskiem życia wielu gatunków zwierząt. Prowadzi nią znakowany szlak turystyczny, a tablica umieszczona przy nim ostrzega przed niedźwiedziami.

## Szlaki turystyczne
Dolný Harmanec – Horný Harmanec – Čremošniansky tunel – Túfna – Krásny kopec, rázcestie. Odległość 7,5 km, suma podejść 685 m, suma zejść 60 m, czas przejścia 2:40 h, z powrotem 2:05 h